# Типология Майерс — Бриггс
Типология Майерс — Бриггс —  типология личности, созданная на базе типологии Юнга в 1940-х годах.
На основе этой типологии была создана система психологического тестирования «индикатор типов Майерс — Бриггс» (англ. Myers-Briggs Type Indicator, MBTI), получившая широкое распространение в США и Европе. Достоверность методики MBTI подвергается критике, учёные настороженно относятся к этому подходу из-за того, что исходные предположения авторов типологии с накоплением эмпирических данных зачастую не находят подтверждения.

## Общее описание
Тестирование MBTI проводится по методике самоотчёта (англ. Self-Report Inventory): опросник, в котором испытуемый самостоятельно заполняет опросную форму — выбирает один из двух ответов на каждый вопрос. Тестирование проводится с помощью бумаги и ручки, впоследствии для него стали использовать компьютеры.
Типология Майерс — Бриггс очень популярна, несмотря на отсутствие локализаций для обществ с разной культурой и недостаточное обоснование. В США до 70 % выпускников средних школ проходят определение типа личности с помощью MBTI для целей выбора будущей профессии. Ежегодно более 2 млн человек заполняют опросник MBTI. Опросник MBTI переведен на 30 языков (в том числе и русский язык) и используется по всему миру.
Основные прикладные области применения типологии Майерс — Бриггс, как утверждают её авторы, следующие:
- самопознание и личностный рост;
- карьерный рост и профориентация;
- развитие организаций;
- тренинги управления и лидерства;
- решение проблем;
- семейные консультации;
- образование и составление учебного плана;
- научная работа;
- тренинги межличностного взаимодействия.

## История типологии Майерс — Бриггс
Американки Изабель Бриггс Майерс и её мать Кэтрин Бриггс разработали свою теорию на базе идей швейцарского психиатра Карла Густава Юнга. Первые публикации Кэтрин Бриггс на эту тему относятся к концу 1920-х, в то время как книга «Психологические типы», написанная Юнгом, опубликована в 1921 году. Первая версия теста Майерс — Бриггс (англ. Myers-Briggs Type Indicator, MBTI) появилась в 1942 году, первая версия руководства по использованию типологии — в 1944 году.
В 1956 году тест был опубликован Службой образовательного тестирования (англ. ETS, Принстон, штат Нью-Джерси). В 1969 году Изабель Бриггс Майерс вместе с главой медицинского центра Университета Флориды, Гейнсвилл Мэри Макколли основали типологическую лабораторию. Эта лаборатория в 1972 году была преобразована в «Центр приложений психологического типа» (англ. Center for Applications of Psychological Type, CAPT).
Центр ведёт исследовательскую деятельность и готовит специалистов по применению MBTI. Широкую популярность тест MBTI и типология Майерс — Бриггс стали приобретать после того, как в 1975 году права на его продажу получила Consulting Psychologists Press, занявшаяся его продвижением. В том же 1975 году под эгидой CAPT была проведена первая конференция, посвящённая типологии Майерс — Бриггс, которая и теперь проводится каждые 2 года.
В 1979 году была учреждена Association of Psychological Type (APT), представляющая интересы MBTI, а также занимающаяся подготовкой непсихологов для работы с этим тестом. В немалой степени популярности типологии Майерс — Бриггс среди широких масс способствовала публикация в 1984 году популярной книги Д. Кейрси и М. Бэйтс. Значительная часть исследований по типологии Майерс — Бриггс публикуется в журнале The Journal of Psychological Type[уточнить].

## Основы типологии: шкалы и типы
Myers-Briggs Type Indicator предназначен для определения одного из 16 типов личности. Он включает в себя 8 шкал, объединённых попарно. Назначение типологии и тестов — помочь человеку в определении его индивидуальных предпочтений, установив, какие полюса шкал ему более соответствуют.
1. Шкала E—I — ориентация сознания:
Е (Еxtraversion, экстраверсия) — ориентация сознания наружу, на объекты,

I (Introversion, интроверсия) — ориентация сознания внутрь, на субъекта;
2. Шкала S—N — способ ориентировки в ситуации:
S (Sensing, ощущение) — ориентировка на материальную информацию,

N (iNtuition, интуиция) — ориентировка на интуитивную информацию;
3. Шкала T—F — основа принятия решений:
T (Thinking, мышление) — логическое взвешивание альтернатив;

F (Feeling, чувство) — принятие решений на эмоциональной основе этики;
4. Шкала J—P — способ подготовки решений:
J (Judging, суждение) — рациональное предпочтение планировать и заранее упорядочивать информацию,

P (Perception, восприятие) — иррациональное предпочтение действовать без детальной предварительной подготовки, больше ориентируясь по обстоятельствам.
Сочетание шкал даёт обозначение одного из 16 типов, например: ENTP, ISFJ и т. д.
Дэвид Кейрси, развивая идеи Майерс и Бриггс, выделяет четыре группы подтипов, называя их темпераментами: NT, NF, SJ, SP.
На практике также используют различные функциональные сочетания предпочтений:
- Карьерная ориентация: ST, NT, SF, NF.
- Использование информации: ES, EN, IS, IN.
- Реакция на изменения: EJ, IJ, EP, IP.
- Лидерство и подчинение: TJ, FJ, TP, FP.

## Диагностика типов по системе Майерс — Бриггс
Базовым методом является анкетирование с помощью опросника Майерс — Бриггс c его последующей верификацией. Тип по MBTI, согласно официальному определению, есть результат опросника, однако точность определения типа гарантируется лишь последующей консультацией сертифицированного специалиста.
Существуют различные формы анкетирования по опроснику MBTI:
- MBTI Step I — содержит 93 вопроса, направлен на идентификацию типа личности.
- MBTI Step II — содержит 144 вопроса, позволяет получить портрет индивидуальных различий внутри типа.
- MBTI Step III — направлен на анализ динамики развития типа, сведения о применении данной формы в России отсутствуют.

На основе модели Майерс — Бриггс возникли и другие тесты и опросники:
- Keirsey Temperament Sorter (Тест Кейрси) — опросник содержит 73 вопроса, его результаты не всегда совпадают с результатами опросника Майерс — Бриггс.
- MMTIC (Murphy-Meisgeier Type Indicator for Children) — опросник применяется в Штатах для анкетирования детей и подростков.
- ТОП-Юнит — российская методика диагностики (105 вопросов), разработчики которой применили факторный подход к исследованию шкал модели Майерс — Бриггс. Результатом теста является комплексный анализ личности с указанием на наличие корреляций с типами личности по MBTI.

Адаптированные версии опросников, применявшиеся на территории бывшего СССР — опросник Майерс — Бриггс в адаптации Ю. Б. Гиппенрейтер; опросник Кейрси в адаптации авторов — Б. В. Овчинников, К. В. Павлов, И. М. Владимирова, Е. П. Ильин и другие версии.
Визуальное определение типа — методика пропагандируемая П. Тайгером и Б. Бэррон-Тайгер, которые предлагают свои критерии визуального проявления отдельных юнговских признаков, а также вводят дополнительную производную шкалу. Их методика не получила распространения среди сторонников типологии Майерс — Бриггс.

## MBTI в научных исследованиях
В силу того, что MBTI опирается на типологический подход, а не факторный, в научных исследованиях он не применяется. Исключение составляют лишь научные работы, посвящённые адаптации опросника (Овчинников Б. В., Абельская Е. Ф.).

## Функциональная модель
В типологии Майерс — Бриггс и типологии Юнга используются разные функциональные модели типа.
Принципиальные отличия в моделях типа этих типологий существуют для интровертных типов. Интровертные типы в типологии Майерс — Бриггс имеют доминирующую и вспомогательную функции как у юнговских типов с иным значением рациональный/иррациональный (решающий/воспринимающий). Например, интровертный тип с доминирующим мышлением (это рациональная/решающая функция) у Юнга является рациональным, а в типологии Майерс — Бриггс — иррациональным/воспринимающим; на примере конкретных типов: тип INTP в типологии Майерс — Бриггс имеет первые 2 функции как у юнговского типа INTJ (интровертный мыслительный с вспомогательной интуицией), и наоборот. У Юнга рациональными называются только типы с доминирующей рациональной функцией, а иррациональными — только типы с доминирующей иррациональной функцией, и это не зависит от признака экстраверсии/интроверсии типа.
Также, у некоторых последователей Майерс — Бриггс (Joe Butt, Marina Heiss) наблюдается отличие в функциональной модели в отношении параметра экстраверсия-интроверсия у 3-й функции. У Юнга параметр экстраверсия-интроверсия 3-й функции отличается от такового у доминирующей функции, в то время как у некоторых последователей Майерс — Бриггс он совпадает.
Хотя типология Майерс — Бриггс предполагает существование 8 психических функций, большинство её сторонников придерживаются 4-функциональной модели (реформированная 4-функциональная юнговская модель — у Юнга не была указана «вертность» 2-й и 3-й функций), и лишь немногие — 8-функциональную.

## Критика опросника MBTI и типологии в целом
Говоря о критике, необходимо различать понятия MBTI и типологии Майерс — Бриггс между собой.
Типология, по своей сути, является огрубленным представлением о характере тех или иных явлений. Попытки классификации человеческих характеров уходят корнями в древность. В современной психологической науке продолжают использоваться ряд психологических типологий для понимания природы людей, их потребностей, к примеру психоаналитическая теория типов личности Нэнси Мак-Вильямс, классификация акцентуаций по Карлу Леонгарду и А.Е.Личко, и другие подходы.
Наряду с высокой популярностью типологии Майерс — Бриггс, многие исследования показывают не соответствие доказательной базе и ставят под вопрос достоверность MBTI.
Высокая валидность опросника MBTI подвергается сомнению. Выявилось, что некоторые шкалы «не работают» на клиническом уровне диагностики: об этом свидетельствуют не только накопленные эмпирические данные психологов-профессионалов, но и результаты исследования Е. Ф. Абельской (автора одной из последних адаптированных версий MBTI [форма F]): «Как показал <…> факторный анализ, айтемы методики образуют четыре фактора, два из которых ясно интерпретируются в соответствии с теоретическими конструктами (TF и EI), а два имеют смешанный характер и указывают на концептуальную близость конструктов S и J, N и P» (ср. с зарубежным исследованием 1989 года). Если для задач исследований социологического характера такие результаты вполне удовлетворительны, то для индивидуальной диагностики — нет, так как подобные «неточности» определяют высокую вероятность ошибки в определении типа конкретного человека.
Так, факторный анализ MBTI выявил 6 кластеров вместо ожидаемых 4 (соответственно шкалам-дихотомиям). Несмотря на то, что юнговские дихотомии независимы, в тесте MBTI некоторые из них значимо коррелируют (JP и SN). Подобные недостатки валидности определяют значительную вероятность ошибки в определении типа конкретного человека. Другие исследования также выявили несоответствия результатов MBTI и теории, которые можно отнести на его низкую валидность. Исследование связи типов, определённых MBTI, и количеством их представителей в разных профессиях не выявило таковых выраженных связей (Myers and McCaulley), при том, что исходя из теории типов, такая связь должна существовать. Аналогично, Военный исследовательский институт (Army Research Institute, США) после проведения по поручению армии США исследований MBTI сделал заключение о его непригодности для профориентации. Также комитет, специально созданный Национальной академией наук США, обобщил результаты 20 исследований валидности теста MBTI и заключил, что его шкалы T-F и S-N показывают низкую валидность, на основании чего тест был признан непригодным для профориентации. Тест-ретестовая (повторная) проверка результатов тестирования при помощи MBTI с интервалом 8 недель показывает достаточно высокую надёжность на уровне 0.7—0.8 и выше.
Типологический подход предполагает наличие ярких «типов», то есть бимодальное распределение ответов по дихотомической шкале, в то время как в исследованиях распределение ответов тяготеет к нормальному с центром в равновесии для всех 4-х бинарных признаков (мышление-чувство, экстраверсия-интроверсия и др.) Таким образом, большое количество людей будет отнесено к существенно разным типам при наличии незначительной разницы в измеренных тестом значениях. Такая ситуация также повышает вероятность ошибки измерения.
Существует два подхода к диагностике личности: «факторный» и «типологический». Каждый из них имеет как свои преимущества, так и ограничения (подробнее о двух подходах см.), и решает принципиально разные задачи. В целом, при типологическом подходе происходит закономерное «огрубление» индивидуально-психологических характеристик конкретного человека.
В рецензии на русский перевод книги И. Майерс — Бриггс и П. Майерс «MBTI: определение типов» А. Г. Шмелев указывает, что теория типологии Майерс — Бриггс содержит следующие «натяжки», не подтвердившиеся затем при наборе эмпирических данных
- Теория типов отрицает превосходство параметрического описания над типологическим, что противоречит накопленным в психометрии данным. Попросту говоря, параметрическое описание представляет собой указание измеренного положения психики человека в многомерном пространстве параметров, а типологическое — только указание, в какую из областей по некоторым признакам человек попадает, что огрубляет схему.[источник не указан 524 дня]

Отечественными психологами под руководством профессора А.Г.Шмелева был создан психологический тест, который не является ни модификацией, ни адаптацией к известному опроснику MBTI. Методика получила название ТОП-Юнит, Тест юнгианской интерпретации типов (разработчики В.Алтухов, А.Г.Шмелев).
В отличие от типологического подхода за который критикуют MBTI, в основе методики — факторное распределение по шкалам. Так учеными были получены следующие результаты.
Надежность-согласованность, выборка в ситуации экспертизы (коэфф. Альфа-Кронбаха, оптимум = 0,75-0,9):
- Интроверсия — Экстраверсия 0,91
- Эмоциональность — Рациональность 0,84
- Конкретность — Абстрактность 0,87
- Импровизация — Планомерность 0,83
- Открытость — Соц. желательность 0,75

Внешняя валидность теста проверялась в исследовании по взаимосвязи шкал с тестом и «Большая пятерка» в «ситуации клиента». Результаты подтвердили внешнюю валидность на уровне 0,61.

## Типология Майерс — Бриггс и соционика
Обе типологии восходят своими корнями к работам Карла Густава Юнга, однако дальнейшее развитие протекало по-разному, чем и обусловлен текущий уровень развития подходов. В отличие от соционики, которая претендует на роль научного знания, типология Майерс — Бриггс не позиционируется как отдельное научное направление. Это всего лишь один из инструментов, который может применяться для самопознания, наряду с большим количеством психологических методик и концепций, к тому же имеющий ряд ограничений по сферам применения.